# 普里切特島
普里切特島是俄羅斯的島嶼，屬於法蘭士約瑟夫地群島的一部分，位於布利斯島以西700米，由阿爾漢格爾斯克州負責管轄，長11公里，最高點海拔高度401米。